# Epitafios
Epitafios est une série télévisée policière argentine en 26 épisodes de 45 minutes, créée par Marcelo et Walter Slavich et diffusée entre le 14 août 2004 et le 6 novembre 2004 sur HBO Latin America.
En France, seule la première saison a été diffusée à partir du 8 janvier 2006 sur Jimmy puis rediffusée sur Canal+ et Paris Première.

## Synopsis
À Buenos Aires, un tueur en série a décidé d'éliminer les protagonistes (parmi lesquels deux policiers et une psychiatre) responsables, selon lui, de la mort accidentelle de quatre adolescents et un enseignant survenue cinq ans plus tôt. Il les prévient de leur mort imminente en faisant confectionner une pierre tombale à chacun d'entre eux, sur laquelle sont gravés leur nom ainsi qu'une épitaphe personnalisée.
Renzo Márquez, l'un des deux policiers devenu chauffeur de taxi à la suite d'une dépression nerveuse liée à cette terrible affaire, mène l'enquête, bien décidé à arrêter le tueur.

## Distribution

### Personnages principaux
- Julio Chávez (VF : Stéphane Roux-Weiss) : Renzo Márquez
- Paola Krum (VF : Pascale Chemin) : Laura Santini
- Antonio Birabent (VF : Éric Missoffe) : Bruno Díaz
- Cecilia Roth : Marina Segal
- Villanueva Cosse (VF : Alain Choquet) : Marcos Márquez
- Rafael Ferro (VF : Jérôme Keen) : Fernán
- Luis Luque (VF : Jean-François Vlerik) : Commissaire Martin Jiménez
- Carlos Portaluppi : Dr Morini

### Personnages récurrents
- Lito Cruz : Benítez
- Luis Machín : Santiago Peñalver
- Oscar Ferreiro : Gálvez
- Fernando Peña : Joven Ruleta
- Leonora Balcarce : Sofia Peña
- Lucrecia Capello : Graciela
- Norman Briski : Feldman
- Esther Goris : Madame Spinelli
- Daniel Hendler : Gustavo Echeverría
- Jorge Marrale : Monsieur Costas
- David Masajnik : Martin Jiménez
- Peto Menahem : Sidesky
- José María Monje : Rulo
- Eduardo Narvay : Policier

## Commentaires
Cette série très sombre est la première production de HBO Amérique latine.
Une suite a été tournée mettant en scène une nouvelle affaire criminelle.